# Аврелин
Аврелин (або Явринь, Аурелін, пол. Aurelin) — село в Польщі, у гміні Ухані Грубешівського повіту Люблінського воєводства. Населення — 121 особа (2011).

## Географія
Село розташоване на північний захід від Грубешева, на південь від села Білопілля на висоті 218 метрів над рівнем моря.

### Клімат
Клімат в Аврелині вологий континентальний. При середній температурі 17,8 °C липень — найспекотніший місяць року. Січень має найнижчу середню температуру за рік. Це -4,9 °C.
| Клімат Ауреліна           | Клімат Ауреліна | Клімат Ауреліна | Клімат Ауреліна | Клімат Ауреліна | Клімат Ауреліна | Клімат Ауреліна | Клімат Ауреліна | Клімат Ауреліна | Клімат Ауреліна | Клімат Ауреліна | Клімат Ауреліна | Клімат Ауреліна | Клімат Ауреліна |
| Показник                  | Січ.            | Лют.            | Бер.            | Квіт.           | Трав.           | Черв.           | Лип.            | Серп.           | Вер.            | Жовт.           | Лист.           | Груд.           | Рік             |
| Середній максимум, °C     | −1,8            | −0,2            | 5,0             | 13,0            | 18,8            | 21,8            | 23,3            | 22,8            | 18,2            | 12,5            | 5,3             | 0,2             | 11              |
| Середня температура, °C   | −4,9            | −3,4            | 1,3             | 8,1             | 13,4            | 16,4            | 17,8            | 17,2            | 13,2            | 8,2             | 2,6             | −2,3            | 7               |
| Середній мінімум, °C      | −7,9            | −6,5            | −2,4            | 3,3             | 8,0             | 11,0            | 12,4            | 11,7            | 8,2             | 4,0             | 0,0             | −4,7            | 3               |
| Норма опадів, мм          | 24              | 27              | 32              | 42              | 58              | 72              | 78              | 63              | 53              | 35              | 38              | 33              | 555             |
| ------------------------- | --------------- | --------------- | --------------- | --------------- | --------------- | --------------- | --------------- | --------------- | --------------- | --------------- | --------------- | --------------- | --------------- |
| Джерело: climate-data.org |                 |                 |                 |                 |                 |                 |                 |                 |                 |                 |                 |                 |                 |

## Історія
До Перших визвольних змагань належало до волості Білополе Грубешівського повіту Холмської губернії.
Після 1875 року в селі зведено православну церкву.
У міжвоєнні 1918—1939 роки польська влада в рамках великої акції закриття та руйнування українських храмів на Холмщині і Підляшші перетворила місцеву православну церкву на римо-католицький костел.
У 1975-1998 роках село належало до Замойського воєводства.

## Населення
Демографічна структура станом на 31 березня 2011 року:
|          | Загалом | Допрацездатний вік | Працездатний вік | Постпрацездатний вік |
| -------- | ------- | ------------------ | ---------------- | -------------------- |
| Чоловіки | 66      | 14                 | 42               | 10                   |
| Жінки    | 55      | 10                 | 30               | 15                   |
| Разом    | 121     | 24                 | 72               | 25                   |